# Libia (satrapie)
Libia a fost o satrapie a Imperiului Ahemenid conform inscripțiilor regale de la Naqshe Rustam și Daiva. De asemenea, este menționată de Herodot ca fiind parte a districtului 6, care a inclus, de asemenea, Cirene, o colonie grecească din Libia.
Când împăratul Cambise al II-lea a cucerit Egiptul, regele din Cirene, Arcesilaus al III-lea, s-a alăturat Persiei. A fost ucis în încercarea de a menține puterea, regina Pheretima invitându-i pe persanii să ocupe Cirene. Satrapul Egiptului, Aryandes, a acceptat și cucerit colonia grecească, instalând un rege marionetă, Battus al IV-lea. Este posibil că Cirene și-a recâștigat independența cu revolta din Egipt, în 404 î.Hr., dar în cele din urmă, controlul ahemenid asupra regiunii a fost pierdut după campaniile lui Alexandru.